# فنجان
- فنجان سه تعریف مختلف دارد.

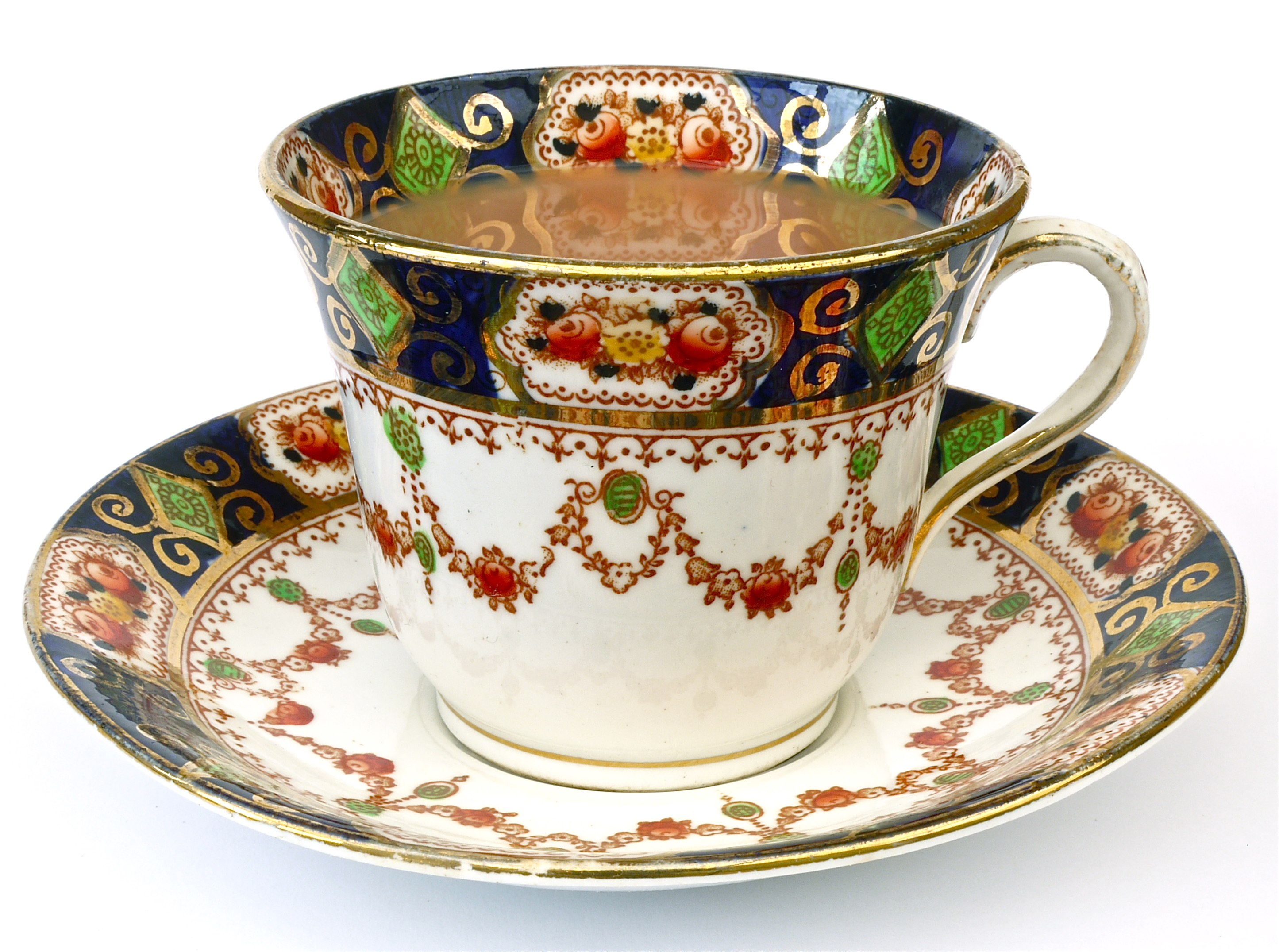
فنجان

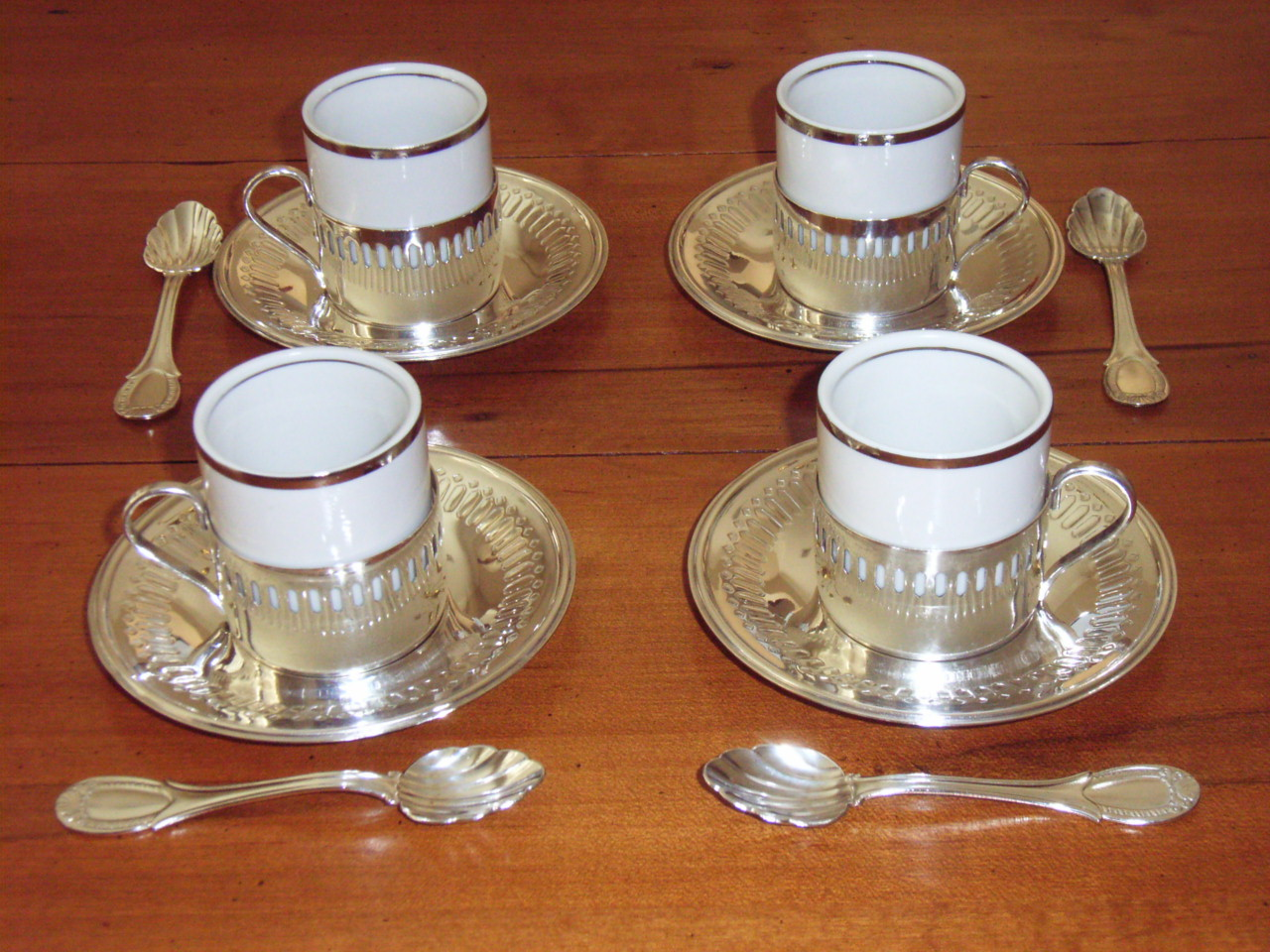
چند فنجان قهوه خوری با قاب فلزی و قاشق

- ۱-فنجان نام ظرفی است که با استفاده از آن می‌توان مایعات را نوشید (معمولاً قهوه یا چای). فنجان‌ها معمولاً بین ۶۰ تا ۹۰ میلی لیتر گنجایش دارند.

در فرهنگ رایج امروز پیاله کوچک چینی یا بلوری برای نوشیدن چای یا قهوه را می‌گویند که معادل کاپ در انگلیسی است.
1. فنجان در زبان فارسی برای کاسه مسی هم بکار می‌رفته‌است و معروفترین آنها فنجانی است که برای ساعت آبی بکار می‌رفته‌است؛ و این درمبحث تاریخ ابزارهای زمان قرار دارد.
2. عبارت فنجان در اصطلاح قدیم واحد شمارشزمان است.

از ابتدای اختراع قنات، تعیین زمان و تقسیم عادلانه آب بین سهامداران و شمارش سهام و زمان فنجان نام داشت و توسط میرآب و با ابزار ساعت آبی یا فنجان انجام می‌شده‌است.
فنجان شمارش زمان عبارت است از یک کاسه کوچک با روزنه ای در وسط آن و چند درجه یا علامت عددی در بدنه داخلی آن که بر روی آبهای یک دیگ بزرگ قرار می‌گیرد. مانند تصویر (فنجان قنات زیبد گناباد) ابتدا برای تعیین دقیق زمان استفاده از آب قنات و تقسیم عادلانه زمان سهام هریک از سهامداران اختراع شده‌است ولی بعدها کاربرهای دیگری نیز یافت و برای تعیین بزرگترین روز سال - بزرگترین شب- طولانی‌ترین روز- روز برابری شب و روز و تعیین اوقات شرعی در دوره اسلامی بکار برده شد این ساعت دست کم دو هزاره کهنت دارد از ابتدای ساخت قنات گناباد مورد استفاده بوده‌است مدیریت این ساعت آبی توسط دستکم یک نفر نوبت روز و یک نفر نوبت شب انجام می‌شده

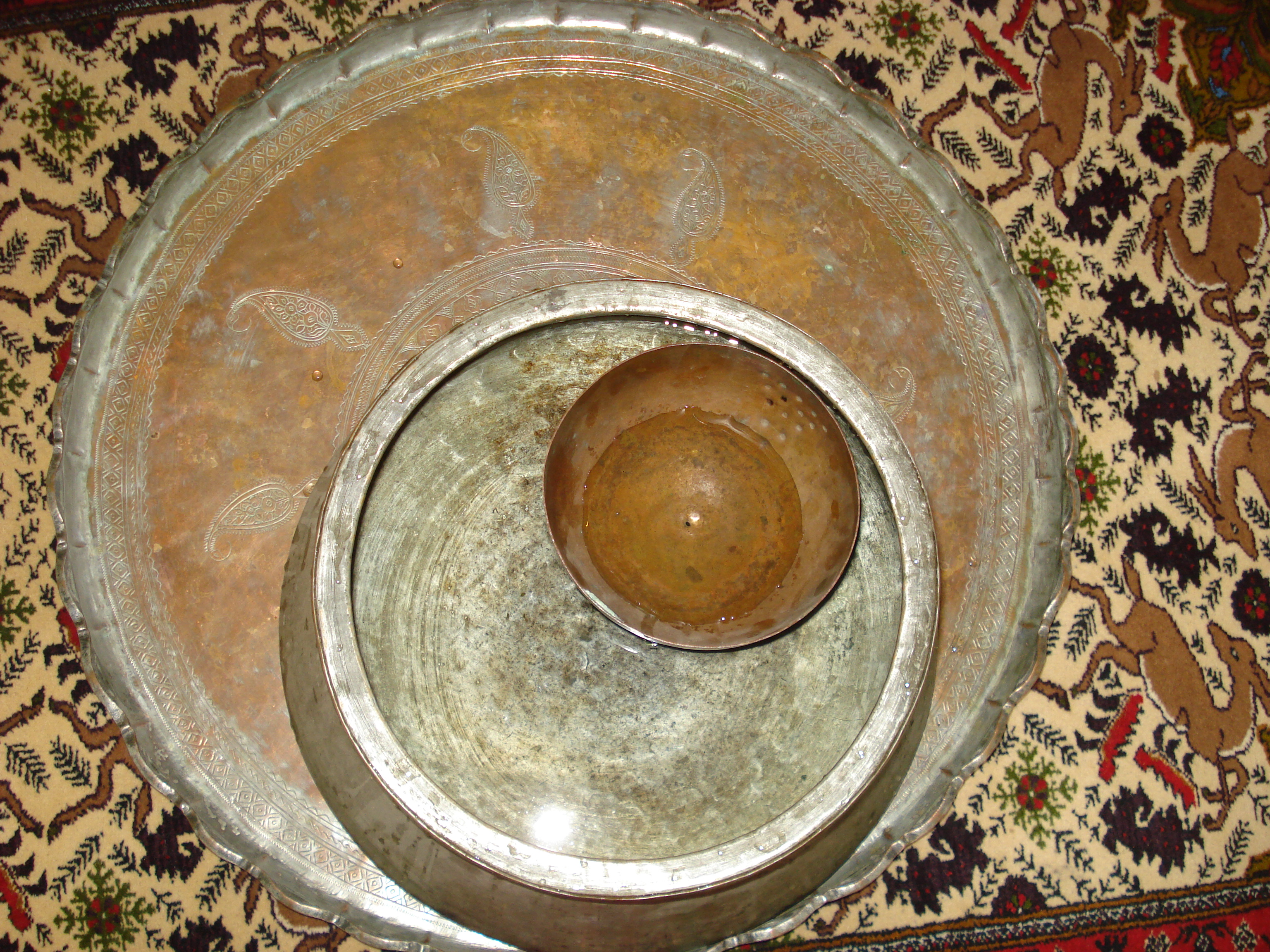
فنجان یا ساعت آبی کاریز زیبد

## ریشه‌شناسی
«فنجان» تغییریافته یا عربی‌شدهٔ واژهٔ «پنگان» است. پنگان ممکن است مربوط به ۵ باشد، در گویش خراسانی پنگال یعنی ۵ انگشت. مثلاً می‌گویند غذا را با پنگال خورد، یعنی با ۵ انگشت. در متن‌های کهن پارسی، پنگان در معنای «فنجان» و «جام» و کاسه هم به‌کار رفته‌است. علاوه بر این، در زبان‌ها و گویش‌های ایران، «فنجان» به‌معنی «پنگان»، به‌عنوان ظرف شمارش زمان به‌کار می‌رفته‌است.

## جنس
در ساخت انواع فنجان از مواد مختلفی می‌توان استفاده کرد. محبوب‌ترین مواد برای ساخت فنجان سرامیک، شیشه و برنج هستند. از این میان فنجان‌های چینی و سرامیکی عمومیت بیشتری دارند. اما فنجان‌های مسی به دلیل خواص مس و انتقال دمای مناسب محبوبیت ویژه ای دارد. توجه داشته باشید که میزان کمی مس برای بدن مفیداست اما ورود مقدار زیادی از مس و رسوب کردن آن در کبد می‌تواند باعث ایجاد مشکلاتی شود.
به همین دلیل در ظروف مسی معمولاً از یک لایه قلع استفاده می‌شود. این قلع گاهی در اثر نزدیکی به مواد اسیدی و ترش دچار خوردگی می‌شود. اما از آنجا که فنجان معمولاً برای نوشیدن چای، قهوه یا دمنوش‌ها استفاده می‌شود بعید است که دچار این مشکل شود.
بر اثر استفادهع و وجود موادی مانند کلر در آب ممکن است به مرور لکه‌های سیاهی درون فنجان برنزی ببینید. این لکه‌ها خطر ناک نیستندذ و با ترکیبی از خاکستر و مایع ظرفشویی می‌توان آنها را تمیز کرد.

## تاریخچه
قدمت تولید فنجان بدست انسان به حدود ۶۵۰۰ سال پیش برمیگردد. یونانیان در حدود ۳۰۰۰ سال قبل از میلاد از انواع فنجان و لیوان به عنوان وسایل تزیینی استفاده می‌کردند. به احتمال زیاد اولین فنجان‌ها از جنس چوب ساخته می‌شدند. در عصر مفرغ (حدد ۳۰۰۰ تا ۲۰۰۰ سال قبل از میلاد) در ایران اولین فنجان‌های مسی ساخته و استفاده می‌شدند.

## منابع

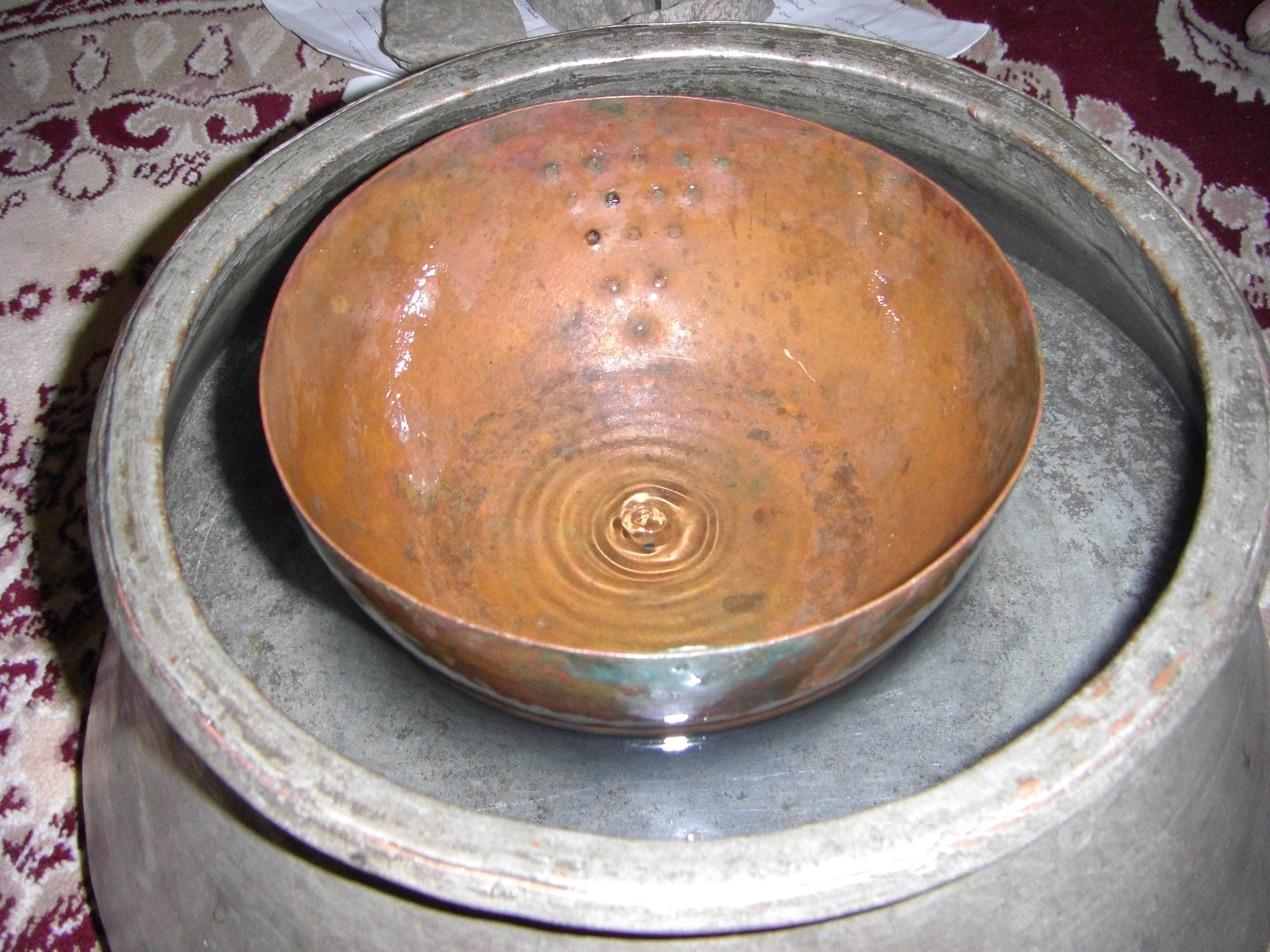
Ancient water clock used in qanat of gonabad 2500 years ago

## انواع
- فنجان چای
- فنجان قهوه